# Малобірківська сільська рада
Малобі́рківська сільська́ ра́да — адміністративно-територіальна одиниця та орган місцевого самоврядування в Гусятинському районі Тернопільської області. Адміністративний центр — село Малі Бірки.

## Загальні відомості
- Територія ради: 19,573 км²
- Населення ради: 688 осіб (станом на 2001 рік)
- Територією ради протікає річка Гнила

## Населені пункти
Сільській раді підпорядковані населені пункти:
- с. Малі Бірки
- с. Новосілка

## Склад ради
Рада складалася з 12 депутатів та голови.
- Голова ради: Фостик Надія Степанівна
- Секретар ради: Швець Надія Михайлівна

### Керівний склад попередніх скликань
| Прізвище, ім'я, по батькові | Основні відомості                                                               | Дата обрання | Дата звільнення |
| --------------------------- | ------------------------------------------------------------------------------- | ------------ | --------------- |
| Фостик Надія Степанівна     | Сільський голова, 1960 року народження, освіта середня спеціальна, позапартійна | 26.03.2006   | 31.10.2010      |
| Фостик Надія Степанівна     | Сільський голова, 1960 року народження, освіта середня спеціальна, позапартійна | 31.10.2010   |                 |

Примітка: таблиця складена за даними сайту Верховної Ради України

### Депутати
За результатами місцевих виборів 2010 року депутатами ради стали:

#### За суб'єктами висування
| Суб'єкт висування | Кількість обраних депутатів | %   |
| ----------------- | --------------------------- | --- |
| Самовисування     | 12                          | 100 |

#### За округами
| № округу | Прізвище, ім'я, по батькові  | Дата визнання обраним | Освіта             | Партійна приналежність | Відомості про обраного депутата                          |
| -------- | ---------------------------- | --------------------- | ------------------ | ---------------------- | -------------------------------------------------------- |
| 1        | Швець Надія Михайлівна       | 04.11.2010            | вища               | позапартійна           | Малобірківська сільська рада, секретар                   |
| 2        | Дмитришин Іван Михайлович    | 04.11.2010            | середня спеціальна | позапартійний          | тимчасово не працює                                      |
| 3        | Ніштук Ганна Богданівна      | 04.11.2010            | середня спеціальна | позапартійна           | фельдшерсько-акушерський пункт с. Новосілка, завідувачка |
| 4        | Левчук Світлана Іванівна     | 04.11.2010            | середня            | позапартійна           | ПП «Оберіг», токар                                       |
| 5        | Магаляс Віра Йосипівна       | 04.11.2010            | середня спеціальна | позапартійна           | Будинок культури, завідувачка                            |
| 6        | Бойко Марія Миколаївна       | 04.11.2010            | середня            | позапартійна           | Малобірківська сільська рада, прибиральниця              |
| 7        | Козлов Руслан Юрійович       | 04.11.2010            | вища               | позапартійний          | тимчасово не працює                                      |
| 8        | Чубка Іван Юрійович          | 04.11.2010            | середня спеціальна | позапартійний          | Малобірківська загальноосвітня школа І-ІІ ст., сторож    |
| 9        | Мальгіна Катерина Степанівна | 04.11.2010            | середня            | позапартійна           | тимчасово не працює                                      |
| 10       | Сироїжко Віталій Миколайович | 04.11.2010            | середня            | позапартійний          | ПП «Оберіг», тракторист                                  |
| 11       | Кравець Василь Ярославович   | 04.11.2010            | середня спеціальна | позапартійний          | тимчасово не працює                                      |
| 12       | Гаврилюк Оксана Богданівна   | 04.11.2010            | середня            | позапартійна           | Дитячий садок с. М.Бірки, завідувачка                    |